# Żelkowo
Żelkowo (kaschubisch Żelkòwò; deutsch Wendisch Silkow; slowinzisch Želkʉ̀ɵ̯vä) ist ein Dorf in der polnischen Woiwodschaft Pommern. Es gehört zur Landgemeinde Główczyce (Glowitz) im Powiat Słupski.

## Geographische Lage
Żelkowo liegt in Hinterpommern, etwa 20 Kilometer nordöstlich der Kreisstadt Słupsk (Stolp) am rechten Ufer der Lupow (polnisch: Łupawa).

## Geschichte

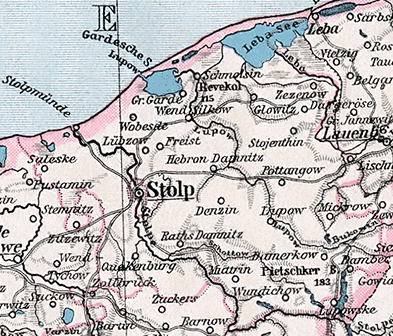
Wendisch Silkow südlich des Garder Sees und nordöstlich von Stolp auf einer Landkarte von 1905.

Frühere Namensformen sind Sillichow und Selkow. Bis 1937 hieß das Dorf Wendisch Silkow, als man ihm den Namen Schwerinshöhe verordnete. Seit 1945 besteht die polnische Bezeichnung Żelkowo. Im Landkreis Stolp gab es noch die beiden weiter südlich gelegenen Dörfer namens Groß Silkow (heute polnisch: Żelki) und Klein Silkow (Żelkówko).
1485 werden die Zitzewitz als Lehnsnehmer zu Sillichow genannt. Im Jahre 1493 befand sich ein Zweig der Familie Bandemer im Besitz des Guts. 1506 war auch ein Zweig der Familie Rambow auf Wendisch Silkow ansässig, bis 1801 blieb es dann im Besitz der Bandemer. Um 1784 gab es hier ein Vorwerk, acht Bauern, einen Kossäten und eine Wassermühle (auf der Feldmark, sog. Schwarzmühle) bei insgesamt 15 Feuerstellen.
Ab 1801 saß auf Wendisch Silkow Leutnant Ernst Friedrich George von Jutrzenka. 1843 wurde es von Eduard von Stojentin erworben. Als weiterer Besitzer wird 1884/1893 ein Leutnant von der Lühe genannt.
Von 1910 bis 1945 war Wendisch Silkow dann im Besitz der gräflichen Familie von Schwerin, die seit 1855 auf dem drei Kilometer weiter südlich gelegenen Schojow (heute polnisch: Zgojewo) saß. Letzte Besitzerin war die im März 1945 von sowjetischen Soldaten auf ihrem Gut erschossene Margarete Gräfin von Schwerin.
In den Jahren 1937 und 1938 wurde das Gut Wendisch Silkow in 80 Vollbauernstellen aufgesiedelt. Im Jahre 1910 waren hier 380 Einwohner registriert. 1929 wurde das Gutsdorf Schojow (Zgojewo) in die Gemeinde Wendisch Silkow eingegliedert. 1933 betrug deren Einwohnerzahl 648, und 1939 noch 615.
Bis 1945 war die mit Datum vom 27. Dezember 1937 in Schwerinshöhe umbenannte Gemeinde dem Landkreis Stolp im Regierungsbezirk Köslin der Provinz Pommern zugeordnet und in den Amts- und Standesamtsbezirk Sorchow (Żoruchowo) eingegliedert, deren Sitz allerdings in Wendisch Silkow war.
Als der Weltkrieg sich seinem Ende näherte, marschierten am frühen Vormittag des 9. März 1945 sowjetische Truppen in Schwerinshöhe ein und besetzten den Ort, in dem sich zu diesem Zeitpunkt zahlreiche Flüchtlinge aus Ostpreußen und Westpreußen sowie Evakuierte aus Wanne-Eickel befanden. Auf dem Gut hatten etwa 600 Flüchtlinge aus Ostpreußen und dem Landkreis Rummelsburg Zuflucht gesucht. Die sowjetischen Truppen richteten im Dorf eine Kommandantur ein und ernannten den Spinnerei-Unternehmer Leo Much zum Bürgermeister. Im Sommer 1945 wurde das Dorf unter polnische Verwaltung gestellt; das Verwaltungsbüro befand sich im Nachbardorf Groß Garde (Gardna Wielka). Am 2. September 1946 begann die Vertreibung der einheimischen Bevölkerung durch die Polen mit der Deportation von zwei Familien. Ein größerer Abtransport der einheimischen Bevölkerung fand vor Weihnachten 1946 statt. Später wurden in der Bundesrepublik Deutschland 291 und in der DDR 166 aus Wendisch Silkow vertriebene Dorfbewohner ermittelt. Wendisch Silkow wurde in Żelkowo umbenannt.
Heute ist Żelkowo ein Teil der Gmina Główczyce im Powiat Słupski in der Woiwodschaft Pommern (1975 bis 1998 Woiwodschaft Słupsk). Hier sind jetzt 280 Einwohner registriert.

## Kirche

### Pfarrkirche

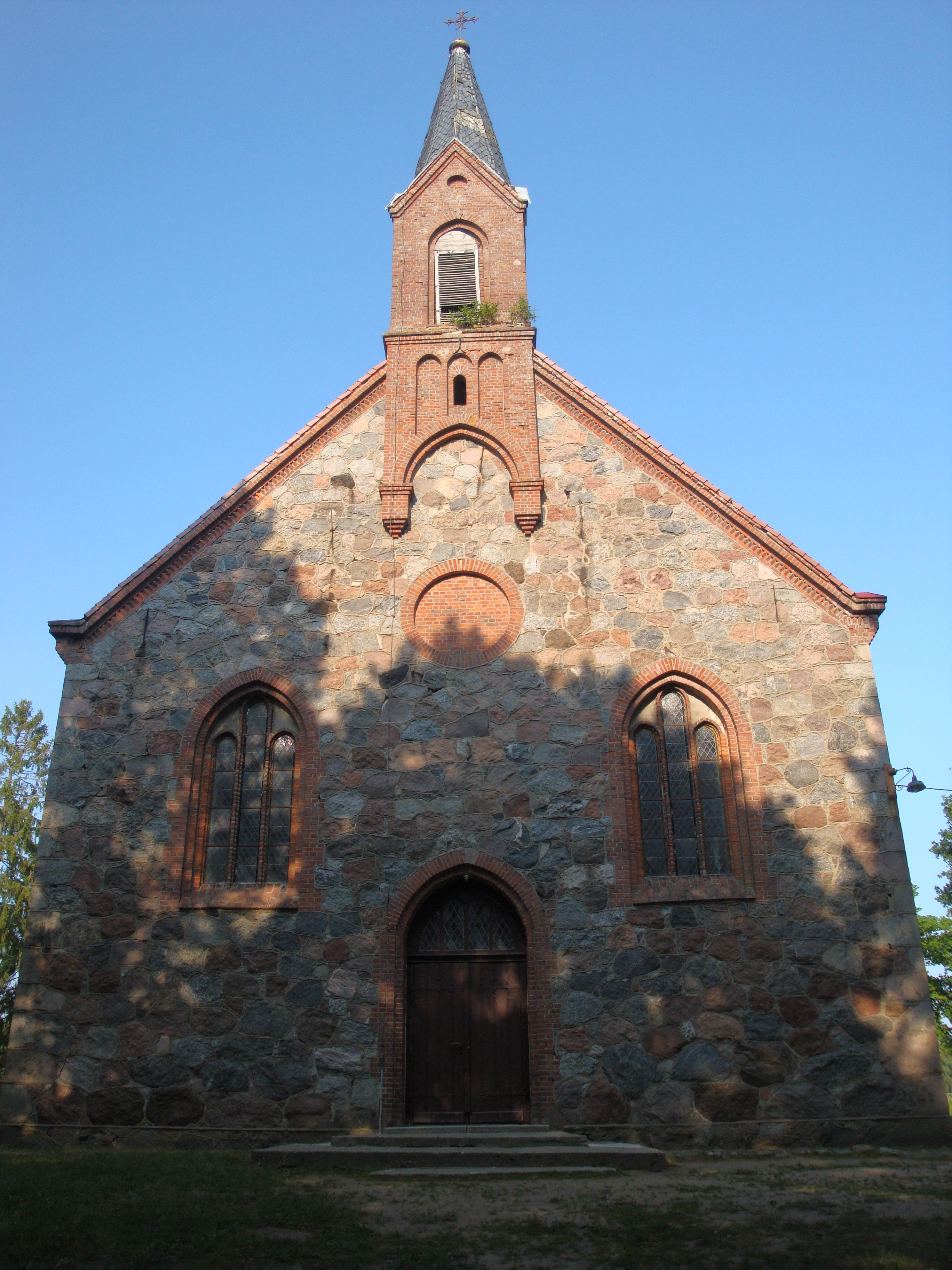
Die Kirche in Żelkowo

Die Kirche im heutigen Żelkowo wurde am 29. Januar 1879 als evangelisches Gotteshaus eingeweiht. Bis dahin war Groß Garde (heute polnisch: Gardna Wielka) das zentrale Kirchdorf.
Das Gebäude ist aus Granitsteinen errichtet, die aus den umliegenden Gemarkungen herbeigeschafft, fachgerecht gespalten und farblich unterschieden zu einem Mauerwerk verfugt wurden. Die Fenster sind als neugotische Spitzbögen gestaltet und mit farblichen Darstellungen unterteilt. Dabei bilden sie eine leuchtende Symbolik zu den Begriffen „Glaube“, „Hoffnung“ und „Liebe“ entsprechend dem Bibelwort aus 1. Kor. 13,13.
Im Kirchenschiff befanden sich früher auf beiden Seiten je eine Empore, deren vordere Sitze den Patronatsherren vorbehalten waren. In den unteren Sitzreihen waren für die einzelnen Kirchspielorte mehrere Bankreihen „reserviert“. Der gotische Torbogen über dem Altarraum trug die Aufschrift „Jesus Christus gestern und heute und derselbe auch in Ewigkeit“ (Hebr. 13,8). An den Wandseiten stand jeweils der Spruch „Seid aber Täter des Worts und nicht Hörer allein, wodurch ihr euch selbst betrügt“ (Jak. 1,22) bzw. „Kommet her zu mir alle, die ihr mühselig und beladen seid; ich will euch erquicken“ (Matth. 11,28).
Die Orgel war von dem pommerschen Orgelbaumeister Christian Friedrich Völkner aus Dünnow (heute polnisch: Duninowo) bei Stolpmünde (Ustka) gebaut worden. 1933 erhielt sie von einer hannoverschen Orgelwerkstatt eine gründliche Renovierung und Vergrößerung.
Im Jahre 1945 wurde das bisher evangelische Gotteshaus zugunsten der katholischen Kirche enteignet. Die Kirche erhielt eine neue Weihe und den Namen Kościół Świętego Antoniego Padewskiego („Kirche des Hl. Antonius von Padua“/St. Antoniuskirche).

#### Gedenktafel von 2002
Am 1. Juni 2002 wurde in der Kirche innerhalb eines ökumenischen Gottesdienstes eine marmorne Gedenktafel eingeweiht. In polnischer und deutscher Sprache enthält sie die Worte „Zum Gedenken an die verstorbenen ehemaligen Bewohner des Kirchspiels Wendisch-Silkow. 2002“. Unter einem Kreuz auf der linken Seite der Tafel ist die Bibelstelle aus Hebr. 13,8 genannt – in Erinnerung an das früher ausgeschriebene Bibelwort über dem Bogen des Altarraums.

### Kirchspiel
Wendisch Silkow gehörte ehedem zum Kirchspiel Groß Garde (heute polnisch: Gardna Wielka). Im Jahre 1820 wurde jedoch hier eine eigene Kirchengemeinde errichtet, die  Filialdorf von Groß Garde blieb und mangels einer eigenen Kirche ihre Gottesdienste im Schulhaus feierte. 1879 endlich konnte die Kirche nach neunjähriger Bauzeit eingeweiht werden, und 1885 wurde ein Pfarrhaus mit Gemeindesall sowie eine Schwesternstation gebaut. Ab 1891 versahen hier Pfarrvikare den Predigerdienst, bis dann 1897 eine Kirche gegründet, schließlich 1899 eine Pfarrstelle errichtet wurde.
In das Kirchspiel Wendisch Silkow wurden die Orte Alt Gutzmerow (Chocmirowo), Bandsechow (Będziechowo), Neu Gutzmerow (Chocmirówko), Schojow (Zgojewo) und Sorchow (Żoruchowo) eingepfarrt. Im Jahre 1940 zählte der nun „Kirchspiel Schwerinshöhe“ genannte Pfarrsprengel insgesamt 1580 Gemeindeglieder. Er gehörte zum Kirchenkreis Stolp-Altstadt im Ostsprengel der Kirchenprovinz Pommern der Kirche der Altpreußischen Union. Am Totensonntag des Jahres 1946 verabschiedete sich – die Durchführung der Ausweisung unmittelbar bevorstehend – die deutsche Gemeinde mit Pastor Fritz Käding von der Kirche als dem Herzstück des Heimatortes mit einem Gottesdienst, den sie mit dem Choral beendete „Weiß ich den Weg auch nicht, du weißt ihn wohl“.
Seit 1945 ist die Bevölkerung von Żelkowo überwiegend katholischer Konfession. Das Dorf ist jetzt als Filialkirchengemeinde in die Pfarrei Wrzeście (Freist) eingegliedert. Sie ist dem Dekanat Główczyce (Glowitz) im Bistum Pelplin der Katholischen Kirche in Polen zugeordnet. Hier lebende evangelische Kirchenglieder gehören jetzt zur Kreuzkirchengemeinde in Słupsk (Stolp) in der Diözese Pommern-Großpolen der Evangelisch-Augsburgischen Kirche in Polen.

## Schule
Im Jahre 1932 gab es in der Gemeinde Wendisch Silkow zwei Volksschulen: eine dreistufige mit zwei Lehrern, drei Klassen und 76 Schulkindern in Wendisch Slkow, und eine einstufige im Ortsteil Schojow (heute polnisch: Żoruchowo) mit einem Lehrer, der 31 Schulkinder unterrichtete.

## Söhne und Töchter des Ortes
- Max Sielaff (1860–1929), deutscher Unternehmer, Ingenieur und Patentanwalt

## Verkehr
Durch den Ort verläuft die Woiwodschaftsstraße 213, die von Słupsk nach Główczyce (Glowitz) und weiter nach Wicko (Vietzig), Krokowa (Krockow) bis nach Celbowo (Celbau) führt. In Żelkowo mündet eine Nebenstraße aus südöstlicher Richtung von Damnica (Hebrondamnitz) kommend in die Hauptstraße ein.
Zwischen 1897 und 1945 war der Ort Bahnstation an der Stolp-Dargeröse-Zezenow der Stolper Bahnen, und in der Zeit von 1897 bis 1913 zweigte hier eine Bahnlinie nach Zietzen (heute polnisch: Siecie) und Schmolsin (Smołdzino) ab. Heute ist der nächstgelegene Bahnhof der in Słupsk an den Bahnstrecken von Stargard Szczeciński nach Danzig und von Piła nach Ustka.